# Empadão
L'empadão est un plat traditionnel de la cuisine portugaise, qui est consommé couramment tant au Brésil qu'au Portugal.
Ce plat est préparé avec de la purée de pomme de terre et principalement avec de la viande de bœuf hachée, mais il existe des variantes au thon, au poulet ou à la morue.
Le remplissage, qu'il s'agisse de viande hachée cuite à l'étouffé ou d'un des autres ingrédients cités plus haut, est placé dans un récipient approprié pour la cuisson, avec une couche de pommes de terre sur le fond et une autre couche en couverture. Cette dernière est généralement enduite de jaune d'œuf afin de créer une croûte pendant la cuisson au four.